# Saga Samuelsson
Saga Ellen Lucia Måne Samuelsson, född Persson Samuelsson, den 13 december 1999 i Katarina församling i Stockholm, är en svensk skådespelare.

## Biografi
Saga Samuelsson slog igenom som den 11-åriga Lisa i filmen Mig äger ingen från 2013, där hon bland annat spelade mot Mikael Persbrandt. Hon har även medverkat i filmerna Medicinen (2014) och Jag älskar dig (2016), samt i TV-serierna Morden i Sandhamn och Springfloden.
År 2022 spelade Samuelsson rollen som Molly Bennett i C More-serien Nattryttarna. Hennes karaktär är en av huvudrollerna i serien.
År 2023 blev hon nominerad i Kristallen som "Årets kvinnliga huvudroll i en tv-produktion" för sin gestaltning av Molly Bennett i Nattryttarna.

### Familj
Saga Samuelsson är dotter till journalisten och redaktören Moa Samuelsson.

## Filmografi
- 2013 – Mig äger ingen
- 2014 – Medicinen
- 2016 – Jag älskar dig – en skilsmässokomedi
- 2017 – Saknad (TV-serie)
- 2017 – Korparna
- 2014–2018 – Morden i Sandhamn (TV-serie)
- 2018 – Springfloden (TV-serie)
- 2020 – Vår tid är nu (TV-serie)
- 2021 – Agatha Christies Hjerson (TV-serie)
- 2022 – Nattryttarna (TV-serie)